# 马合镇
马合镇，是中华人民共和国陕西省榆林市榆阳区下辖的一个乡镇级行政单位。

## 行政区划
马合镇下辖以下地区：
补浪村、乌杜当村、东马合村、西马合村、补兔村、郝家伙场村、杨家滩村、达拉什村、麻生圐圙村和脑冒海则村。